# Norbert Ségard
Norbert Ségard, né le 3 octobre 1922 à Aniche (Nord) et mort le 1er février 1981 à Lille, est un physicien et homme politique français.

## Biographie
Après avoir obtenu en 1945 le diplôme d'études supérieures de sciences physiques, Norbert Ségard soutient sa thèse et en 1953 il est docteur ès-sciences physiques. En 1954, il est nommé professeur titulaire de la chaire de physique (occupée en son temps par Édouard Branly) à l’université catholique de Paris (Institut catholique). Il crée un laboratoire d’ultrasons, puis un laboratoire d’électronique. Il participe à la création de l’Institut supérieur d'électronique de Paris ouvert en novembre 1955.
L’année suivante, il crée à Lille dans le cadre des facultés catholiques, l’Institut supérieur d'électronique du Nord (ISEN), seule école d’ingénieurs du privé reconnue par l’État.  Différents laboratoires sont créés à l’ISEN et plusieurs équipes de chercheurs obtiennent le statut d’équipes de recherches associées au CNRS.
Ensuite Norbert Ségard participe à la création de l'IEFSI à Lille en 1961 et de l'ISA à Lille en 1963. Il est le fondateur de la Fédération d'écoles supérieures d'ingénieurs et de cadres (FESIC) en 1969 dont il assure la présidence jusqu’en 1974. 

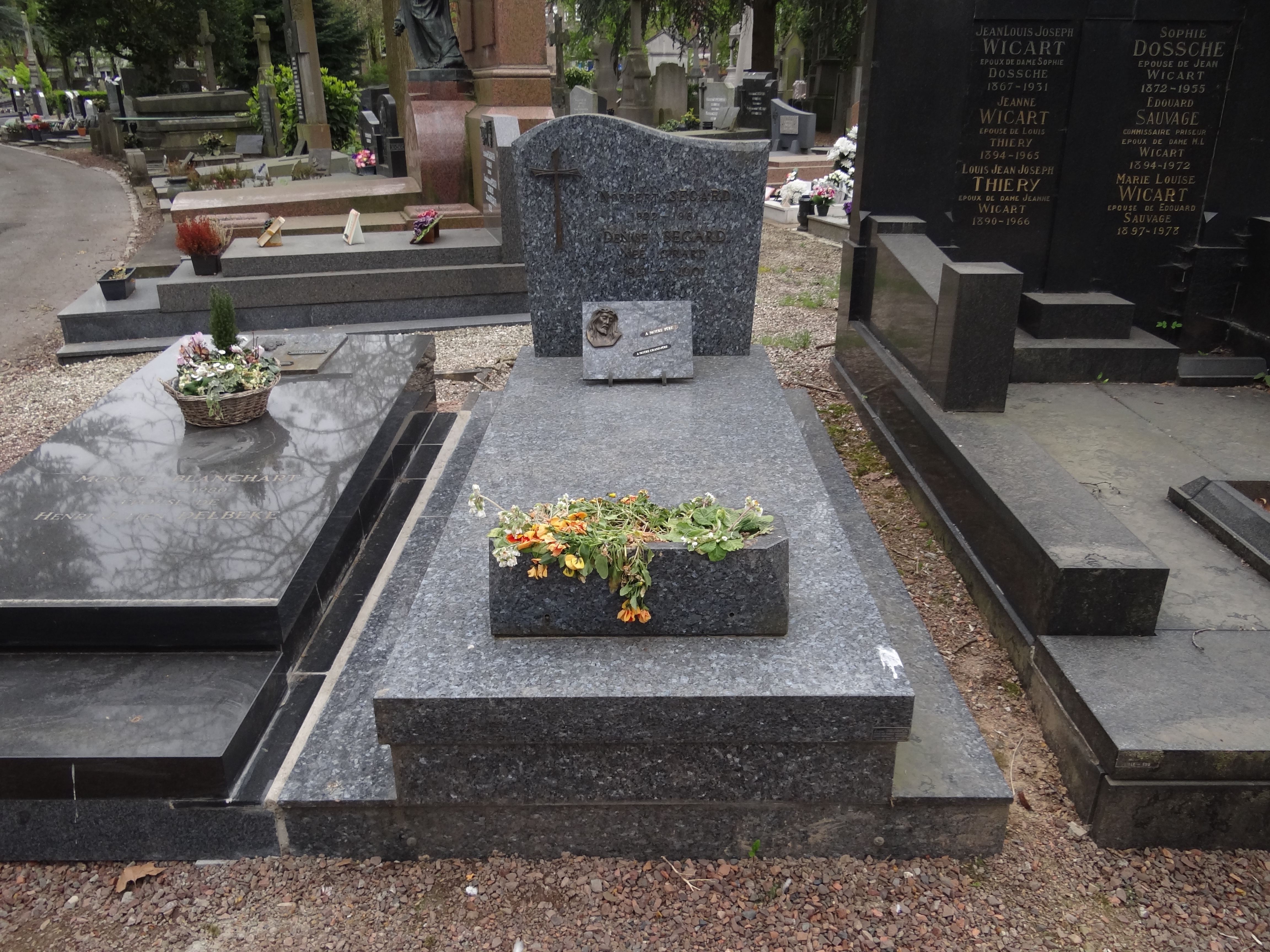
La tombe de Norbert Ségard au cimetière du Sud à Lille (Nord).

Quelques années après sa mort en 1981, Pierre Mauroy, maire de Lille et le conseil municipal décident de donner le nom de Norbert Ségard à une des rues de la ville. C'est le 7 juin 1986 qu'est dévoilée la plaque au cours d'une cérémonie après laquelle on inaugure solennellement le nouvel immeuble de l'ISEN.

## Carrière politique
En mars 1973, Norbert Ségard est élu député de la première circonscription du Nord, avant de devenir secrétaire d'État du commerce extérieur en juin 1974. Il assume ensuite le secrétariat d'État aux Postes et Télécommunications dès janvier 1976 où on lui doit le lancement de la télématique et la généralisation du téléphone dans les foyers français : entre 1975 et 1981, on passe de 7 à 16 millions d'abonnés téléphoniques, par le biais de la décision prise en conseil restreint du 13 mai 1976 de retenir le choix des systèmes de commutateurs téléphoniques semi-électroniques spatiaux de type Métaconta 11F et AXE afin de remplacer les commutateurs rotatifs hors d'âge et permettre l'augmentation accélérée du parc de lignes téléphoniques par ces systèmes à commande centralisée pouvant s'insérer sans adaptation particulière dans le réseau de transmission téléphonique alors constitué de jonctions analogiques. Cette expansion massive laisse à Norbert Ségard le surnom de « ministre du téléphone ».
En octobre 1980, il est nommé ministre délégué auprès du Premier ministre pour la Recherche et l'application des techniques avancées, poste qu'il occupe jusqu'à ses derniers jours.
Il a témoigné publiquement de son cancer du poumon et a ainsi contribué à la prise de conscience du public sur les méfaits du tabac.
Il sera candidat malheureux aux élections municipales à Lille conduisant une liste d'union de la droite (1977).
Norbert Ségard est un démocrate chrétien, qui fait souvent référence à la figure d'Emmanuel Mounier, et s'inscrit dans la lignée du Sillon, fondé par Marc Sangnier. Maurice Schumann dira de lui : "il a mis la Croix au sommet de sa vie."

## Fondation Norbert Ségard
La Fondation Norbert Ségard fut créée en 1990 sous l'égide de la Fondation de France, afin de soutenir la formation des ingénieurs, en valorisant les applications concrètes de la recherche, et une vision humaniste de la science et de l'innovation,. 
Aujourd'hui, ce soutien est essentiellement octroyé à travers le prix Norbert-Ségard, prix du jeune ingénieur créateur, d'un montant de 15 000 euros, par lequel la Fondation Norbert Ségard s'attache à soutenir la création d'entreprises technologiques innovantes portées par de jeunes ingénieurs ou docteurs.